# أتمتة المنزل

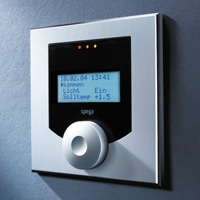
وحدة تحكم بغرفة

أتمتة المنزل هو ربط مختلف الأجهزة والأنظمة في المنزل معاً بحيث يمكن التحكم فيها جميعاً من أي مكان، وإحداث التفاعل المطلوب فيما بينها.
فالنظام الذكي يتحكم في أمور مثل الاضاءه والتدفئة والتهوية وتكييف الهواء والامن والأمان والموسيقى وتوفير الطاقة والتحكم عن بعد بواسطة الرسائل القصيرة.

## لمحة عامة
هناك أجهزة يعتمد عليها نظام البيوت الذكية منها المفاتيح الذكية التي تحل محل المفاتيح الكهربائية التقليدية والحساسات الذكية وغيرها.
فعلى سبيل المثال، عندما تصل إلى منزلك، سيقوم نظام أتمتة منزلك تلقائياً بإغلاق مرشات المياه، وفتح باب المرأب، وفتح قفل الباب الأمامي، وتعطيل الإنذار، وإضاءة الدرج، وتشغيل التلفزيون. كما يمكن، وبضغطة بسيطة على زر جهاز تحكم عن بعد، تشغيل كافة التجهيزات المتعلقة «بنشاط» معين، مثل عرض فيلم: فشاشة العرض الكريستالية ستبدأ العمل، وتعتم الأنوار تلقائياً، وتغلق الستائر، ويتم تحويل كل الاتصالات الهاتفية مباشرة إلى نظام البريد الصوتي، ويبدأ تشغيل الفيلم.
المنزل الذكي هو المنزل الذي يحتوي على أجهزة تحكّم متطورة وهي شاشات لمسية ثابتة بالحائط أو متحركة كالآي باد والآي فون بالإضافة إلى أزرار تحكّم قابلة للبرمجة والتي باستطاعتها التحكُّم ومراقبة جميع الأجهزة الكهربائية والإلكترونية مثل الإضاءة والستائر الكهربائية والتكييف والتلفزيون والنظام الصوتي والكاميرات والأبواب الكهربائية ونظام السرقة والحريق وإنارة المسبح والنوافير... لمزيد من الراحة والأمان.
كما يمكن ربط نظام المنزل الذكي بالإنترنت (IP based) والتلفون بحيث يمكن التحكُّم ومراقبة المنزل من أي مكان في العالم.
بالإضافة إلى الأجهزة المختلفة الموزّعة في المنزل، يجب أن يكون هناك مكان مركزي لوضح المُعالج وأجهزة تحكُّم أخرى ومن الأفضل أن يكون هناك غرفة مخصصة لذلك.
```
بلُغة علمية: المنل الذكي هو نظام متكامل مُنخفض الجهد الكهربائي (Low Voltage/Low Current). بما أن الأنظمة تنقسم إلى فئتين: الفئة الأولى «نظام قائم بذاته» والفئة الثانية «نظام يتكامل مع غيره»، فإن المنزل الذكي هو من الفئة الثانية القابل للتوسعة.
```

الشركات في مجال هذا العمل تُقسم إلى فئات:
1- الشركات المُصنعة للأجهزة.
2- الشركات المُوزعة للأجهزة.
3- الشركات البائعة للنظام (المقاولون): والتي تحتوي على العديد من الأقسام منها: قسم المُشتريات - قسم المحاسبة - قسم المخازن - قسم المبيعات - قسم التصميم - قسم التركيب والبرمجة - قسم الصيانة..
نصائح لشركات التحكُّم والمراقبة للمنزل:
1- أن تعتمد على شركات مُصنعة قوية من ناحية نوعية الإجهزة وتوفُّر الأجهزة وسرعة شحن الأجهزة والدعم الفني.
2- أن تحصر الشركة أجهزتها بأقل أنواع ممكنة لتطبيق النظام وهذا مفيد للصيانة.
3- أن تعتمد على مبرمجين أقوياء صغار في السن.
4- أن تمتلك نظام داخلي قوي يمكنها من تنظيم تفاصيل العمل.
5- أن تضع نسبة ربح مُرتفعة لضمان الربح بوجود العديد من التكاليف المتوقعة والغير متوقعة.
البرمحة تعتبر من أهم أجزاء النظام وهي بحاجة لأشخاص ذوي معرفة وقدرات عالية، والبرمجة قابلة للتعديل حسب رغبة مالك النظام ولكن بمقابل مادي. البرمجة تكون للشاشات اللمسية عن طريق إنشاء صفحات وأزرار تحكُّم وبرمجتها ومن ثم برمجة باقي الأجهزة وخصوصاً المُعالج الرئيسي ليتمكن المالك من التحكُم ومراقبة جميع الأجهزة.
المنزل الذكي بما أنه نظام متكامل فيتم بيعه عادة بعقد (contracting) وليس البيع بالمفرق (Retail) مثل السلع الغذائية والملابس، وقد يتبعه عقود صيانة للمحافظة على فعاليته.
يجب أن يحصل المالك على البيانات والمخططات اللازمة لاستخدامها في الصيانة مثل كُتيبات تشغيل الأجهزة وأماكن الأجهزة ومسارات التمديدات والكوابل بالإضافة إلى البرامج التي تم تحميلها على النظام.
العديد من الأدوات يجب توافرها للعمل في هذا المجال:
1- أدوات لمندوبي المبيعات مثل بطاقات العمل والكُتيبات والعينات والمعرض..
2- أدوات المصممين مثل برامج الرسم وبرامج المكتبية والطابعة..
3- أدوات الفنيين مثل أدوات التركيب والتثبيت والتوصيل والفحص..
4- أدوات المُبرمج مثل الحاسوب ووصلة البرمجة وبرامج البرمجة..
أحياناً يكون هناك تغيير (إضافات/إزالات) يطرأ على العقد فيجب أن تكون هناك آلية لإحداث هذا التغيير على النظام الداخلي للشركة بعد الحصول على الموافقات المطلوبة وإذا كان هذا التغيير سيؤثر على قيمة العقد الأصلي. من مسؤولية قسم المُحاسبة مُتابعة بنود العقد وطريقة الدفعات وقيمة التكلفة الآنية خلال المشروع.
عند تسليم كل مشروع يجب أن يُعطى المالك التالي:
```
- المخططات/المعلومات التي نفذت
- البرامج الأخيرة التي حُملت على الأجهزة
- أرقام الاتصال المقاولين
- رقم الصيانة
```

الأقسام الداخلية للشركة:
1.	قسم المبيعات
2.	قسم التصميم والرسم
3.	قسم التركيبات
4.	قسم الصيانة
5.	قسم المخازن
6.	قسم المحاسبة/المالية
7.	قسم المشتريات
8.	قسم الدعاية والإعلان
9.	الإدارة (المراقبة والتحكُّم)
المفاتيح الذكية:
يتم تحديد أنواعها وعددها وأماكنها (على المخطط) وألوانها وعدد الأزرار المطلوبة والكلمات المكتوبة على الأزرار وبرمجة كل زر حسب التطبيق المطلوب تنفيذه. تكون عادة على مداخل الغرف وعلى ارتفاع 120 سم من مستوى الأرضية النهائي.
تختلف العلب الخلفية (Backboxes) المناسبة لها حسب نوعها وحسب بلد المنشأ.
الشاشات اللمسية (الثابتة والمتحركة):
يتم تحديد أنواعها وعددها وأماكنها (على المخطط) وألوانها وعدد الصفحات المطلوبة والبرمجة المرئية حسب التطبيقات المطلوب تنفيذها. تكون عادة على مداخل الغرف وعلى ارتفاع 120 سم من مستوى الأرضية النهائي. تختلف العلب الخلفية (Backboxes) المناسبة لها حسب نوعها.
الإنارة:
دوائر الإنارة: فئاتها
1-	وحدات الإنارة ذات الجهد العالي 230V ووحدات الإنارة منخفضة الجهد ذات المُحوِّل العادي
2-	وحدات الإنارة منخفضة الجهد ذات المُحوِّل الإلكتروني
3-	وحدات الإنارة الفلوريسنت
4-	وحدات الإنارة LED
5-	وحدات الإنارة ذات الألياف الضوئية
التحكُّم بدوائر الإنارة يُقسم إلى قسمين:
1-	فتح وإغلاق
2-	تحكُّم بشدة الإنارة
بوجود نظام تحكُّم ذكي يمكن إنشاء سيناريوهات/أجواء إنارة مُعدة مُسبقاً وتشغيلها من المفاتيح الذكية أو الشاشات اللمسية.
كما يمكن مُراقبة عن بعد لدوائر الإنارة من التي تعمل ومن التي لا تعمل والتحكُّم بها.
النظام الصوتي:
السماعات:
أنواعها: ظاهرة/مخفية، حائطية/سقفية/أرضية/مطرية
مُضخم الصوت:
عدد القنوات/قوة الصوت/نقاوة الصوت
نظام الصوت المُحيط:
5 سماعات مُحيطة (3 أماميات و2 خلفيات) وسماعة تردد منخفض
المصادر الصوتية:
جهاز الشرائط/ جهاز الأقراص/ جهاز الرادية/ جهاز حافظ الصوت
النظام المرئي:
الشاشات والبروجكتر
مُوزِّع الصورة
```
المصادر المرئية:
```

مستقبل الأقمار الاصطناعية/جهاز الشرائط/جهاز الأقراص/مُسجل الصورة الرقمي/جهاز حافظ الصورة
نظام الكاميرات:
أنواع الكاميرات: مخفية / ظاهرة، عادي/قبة، نهار/ليل..
مُسجل الصورة الرقمي
نظام التحكُّم بالأبواب:
أنواع الأقفال الإلكترونية: مغنطيسي، أصبع، تارك، عادي
التحكُّم محلياً عن قرب (رقم سري – بصمة - بطاقة) والتحكُّم عن بُعد
مراقبة الأبوب (مُغلق/مفتوح)
التحكُّم بالتكييف:
مُراقبة درجة حرارة الغُرف وتعديل درجة الحرارة المطلوبة
التحكُّم بالشتر والستائر الكهربائية:
التحكُّم محلياً عن قرب والتحكُّم عن بُعد (فُرادا ومجموعات)
التحكُّم بالمضخات مثل النوافير والشلالات وإمكانية توصيل وقطع الكهرباء عن كافة الأجهزة الكهربائية.

## التاريخ
شهد القرن العشرين ثورة دراماتيكية في ولادة التكنولوجيا الحديثة، وكانت الدفعة الرئيسية في ولادة هذه التكنولوجيا هي إدخال الكهرباء إلى المنازل في بدايات هذا القرن وقد وفر ذلك مصدراً جديداَ للطاقة النظيفة والمريحة للأجهزة وحفز لاختراع العديد من المعدات والأدوات الكهربائية كالغسالات والسخانات والثلاجات وماكينات الخياطة ومجففات الملابس.
وكان الزخم الرئيسي الثاني هوإدخال تكنولوجيا المعلومات في الربع الأخير من نفس القرن، وقد أتاح ذلك إمكانية تبادل المعلومات بينالأشخاص والأجهزة والنظم والشبكات داخل المنزل وخارجه.
في عام 1975، تم تطوير التكنولوجيا الاولي للشبكة المنزلية للتشغيل الألى X10 , وهو بروتوكول برمجي يستخدم أسلاك نقل الطاقة الكهربائية لإرسال الإشارات الرقمية وتبادلها بين الأجهزة الكهربائية  عبر تقنية الترنيم النبضي.
لكن ما يعيب هذ النظام أن الأسلاك الكهربائية ليست مصممة لتكون خالية خاصة من «ضجيج» النطاق الراديوي مما أدى إلى ضياع في الإشارات.
وأيضا كان X10 بروتوكول باتجاه واحد فقط، حيث أن الأجهزة الذكية يمكن أن تنفذ  الأوامر، لكن لا تستطيع إرسال البيانات مرة أخرى إلى شبكة مركزية.
في عام 2005 قدمت  شركة أتمتة المنزل (إنستيون) بروتوكولات تستخدم الإشارات اللاسلكية ك:Zigbee(زيغبي) وZ-Wave للتغلب على المشاكل التي تعرض لها  X10 , وفي عام 2011 وأصدرت شركة ((نيست لابس)) أول منتج ذكي لها وهو جهازنيست الذكي للتحكم بالحرارة، كما قدمت أجهزة الكشف عن الدخان وأول أكسيد الكربون، بالإضافة لأنظمة الحماية وكاميرات المراقبة.
وفي الآونة الأخيرة، أصدرت عدة شركات كأمازون وأبل وجوجل منصات المنزل الذكي الخاصة بهم.
يمكن ان نصنف البيوت الذكية عبر ثلاثة اجيال مختلفة:
- الجيل الأول: الانظمة التي استخدمت بروتوكول الاتصالات اللاسلكية، مثل Zigbee (زيغبي)
- الجيل الثاني: انظمة ذكاء اصطناعي تتحكم في الاجهزه الكهربائية من تلقاء نفسها، مثل صدي الأمازون
- الجيل الثالث: الروبوت الصديق الذي يتفاعل مع البشر، على سبيل المثال Robot Rovio)الروبوت روفيو)، و Roomba(رومبا)

## آلية عمل  المنزل الذكي
تتكون أنظمة البيت الذكي  من مفاتيح وأجهزة استشعار متصلة بوحدة  مركزية تسمى «بوابة» يتم التحكم فيها من خلال واجهة مستخدم تتفاعل مع محطة محمولة على الحائط أوعن طريق  برامج تعمل على الهاتف المحمول أو الكمبيوتر اللوحي.
تتواصل الأجهزة مع البوابة عن طريق تكنولوجيا الاتصال  (M2M) (آلة إلى آلة).
تقنية الاتصال M2M تستخدم (مستشعرات، عدادات أجهزة قياس) لالتقاط الحدث (الحركة، قراءة العداد، درجة الحرارة، الإضاءة) والتي يتم نقلها عبر شبكة (لاسلكية أو سلكية أو مختلطة) إلى تطبيق (برنامج حاسوبي) يترجم الحدث الملتقط إلى معلومات ذات مغزى.
مثال: الغسالات الذكية التي تقوم  بتنبيه المالكين عندما تكون هناك حاجه لشراء المزيد من المنظفات، والثلاجات الذكية يمكن التي  تشير إلى وصفات للطهو استنادا إلى المواد الغذائية المتاحة داخلها.
يمكن أن تستخدم تقنيات الاتصالات اللاسلكية منخفضة الطاقة  لتوصيل الأجهزة مع بوابة M2Mمثل شبكة واي فايWIFI، زيجبيZigbee ، وتقنية بلوتوث منخفضة الطاقة.
وتربط بوابة M2M مع السيرفر عن طريق شبكة الاتصال GSM(G3 أو G4) أو خط ثابت عريض النطاق FTTH.

## أمثلة على تقنيات المنزل الذكي
1. التحكم بالتدفئة والتهوية وتكييف الهواء: حيث يستطيع المستخدم التحكم عن بعد بدرجات الحرارة المنزلية، بالإضافة أن هذه الأنظمة الذكية تتعلم سلوكيات أصحاب المنازل وتقوم بتعديل الإعدادات تلقائيا لتزويد المقيمين بأقصى قدر من الراحة والكفاءة.
2. التحكم بالإضاءة: حيث تستطيع الإضاءة الذكية ان تنطفئ تلقائياً في حال كانت الغرفة فارغة من الاشخاص وان تعمل في حال حدوث أي حركة، ويمكنها أيضا ضبط شدة الإضاءة يدوياًحسب رغبة المستخدم أو تلقائياً على أساس توافر ضوء النهار كما يمكن تكوين إعدادات أضاءة خاصة للمناسبات وحفظها. وتنشيطها بلمسه زر واحدة.
3. الأمن والحماية: تعمل أقفال الأبواب الذكية وفق معايير يحددها المستخدم، حيث يمكن  تهيئتها عن طريق استشعار أدوات ذكية يمكن ارتداؤها، وتفتح الابواب تلقائيا في حال اقتراب أحد قاطني المنزل منها، أو يمكن ان تفتح بإدخال الرقم السري عبر شاشة موجودة عند الابواب.
4. توفر أنظمة الامان للمستخدم من إنشاء جدول زمني دوري  للتبديل بين)تشغيل /إطفاء (الأضواء عندما يكون الأفراد في إجازة أو خارج المدينة، ليبدو أن المنزل كما لو أ نه مسكون، وتتيح كاميرات المراقبة تتبع نشاط الاشخاص لضبط الأقتحامات وعمليات التسلل كما يمكن لأجهزة استشعار الحركة تحديد الفرق بين المقيمين والزوار والحيوانات الأليفة والسطو ويمكنها تلقائيا من التواصل مع السلطات والمراكز الامنية في حال ضبط أي سلوك مشبوه.
5. يمكن للأنظمة الذكية الكشف عن تسرب الغازات الخطرة  (أول أكسيد الكربون) والكشف عن الحرائق باستخدام كاشفات الدخان والتواصل مع الجهات المختصة  لضمان الأستجابة في الوقت المناسب.
6. تتيح أجهزة التلفزيون الذكية الإتصال بالإنترنت للوصول إلى المحتوى من خلال التطبيقات المثبتة، مثل الفيديو والموسيقى وتستطيع  بعض أجهزة التلفاز الذكية ان تنفذ ما يطلبه المستخدم بواسطة التعرف على الصوت أو الإيماءات. رعاية الحيوانات الأليفة: حيث يمكن تقديم الطعام للحيوانات الأليفة عبر أجهزة مؤتمتة، كما يمكن سقي النباتات المنزلية والمروج باوقات محددة.
7. إدارة الطاقة: حيث يعمل النظام الذكي على توفير الطاقة المستهلكة وخفض التكلفة على المستخدم وذلك عن طريق:
  - (ا) القراءة عن بعد لاستهلاك الطاقة باستخدام مقياس الطاقة الذكية.
  - (ب) رصد وتحليل أنماط إستهلاك الطاقة لكل جهاز في اليوم/الأسبوع/الشهر مع تقاريرلذلك.
  - (ج) ضبط كثافة الإضاءة  حسب الظروف المحيطة.
  - (د) إيقاف تشغيل المصابيح تلقائيا عندما تكون الغرف غير مأهولة.
  - (هـ) ضبط درجه حرارة الغرفة وتكوين بارامترات درجه حرارة معدة مسبقا وفقا للراحة.
8. تقدم الانظمة الذكية للمستخدم  قدر كبيرا من الراحة والكفاءة حيث يمكن مثلا  ضبط صانع القهوة الذكية وعمل كوب جديد بمجرد أن ينطلق تنبيه الصباح الخاص بالمستخدم، ويمكن للنظام فتح الستائر تلقائيا وإغلاقها  ضمن أوقات محددة وتستطيع الثلاجات الذكية تتبع تواريخ انتهاء الصلاحية، وانشاء قوائم التسوق وخلق وصفات على أساس المكونات الموجودة فيها حاليا.

كما يقدم النظام الذكي العديد من الخدمات ومنها:
- توفير راحة البال لأصحاب المنازل، والسماح لهم لمراقبة منازلهم عن بعد، ومواجهة الأخطار.
- توفير الرصد لكبار السن داخل المنزل بشكل مريح وأمان، بدلاً من الانتقال إلى دار تمريض أو دارة العجزة وتوفير الرعاية المنزلية 7/24 .
- حفظ إعدادات خاصة لكل مستخدم  حيث يمكن للنظام الذكي بمجرد استشعار وصول  المستخدم إلى المنزل بفتح باب المرآب وتشغيل  الأضواء وضبط درجة الحرارة.
- توفير الوصول عن بعد وتبادل البيانات المنزلية للكافة افراد الاسرة في أي مكان في العالم.
- عرض الفيديو الحي من أي مكان في المنزل علي الهواتف الذكية /الكمبيوتر المحمول لرصد الأنشطة داخل المنزل وتسجيل لقطات الفيديو وأرشفتها على وحدات تخزين محلية  أو على وحدات تخزين إلكترونية (السحابة الفضائية) مع وضع علامات لاسترجاع الفيديوهات المؤرشفة.

```
المصادر المرئية:
```

مستقبل الأقمار الأصتناعية/جهاز الشرائط/جهاز الأقراص/مُسجل الصورة الرقمي/جهاز حافظ الصورة
نظام الكاميرات:
أنواع الكاميرات: مخفية / ظاهرة، عادي/قبة، نهار/ليل..
مُسجل الصورة الرقمي
نظام التحكُّم بالأبواب:
أنواع الأقفال الإلكترونية: مغنطيسي، أصبع، تارك، عادي
التحكُّم محلياً عن قرب (رقم سري – بصمة - بطاقة) والتحكُّم عن بُعد
مراقبة الأبوب (مُغلق/مفتوح)
التحكُّم بالتكييف:
مُراقبة درجة حرارة الغُرف وتعديل درجة الحرارة المطلوبة
التحكُّم بالشتر والستائر الكهربائية:
التحكُّم محلياً عن قرب والتحكُّم عن بُعد (فُرادا ومجموعات)
التحكُّم بالمضخات مثل النوافير والشلالات وإمكانية توصيل وقطع الكهرباء عن كافة الأجهزة الكهربائية.

## سلبيات النظام الذكي
اورد تقرير شركة نت داتا عام  2016 أن 80٪ من المستهلكين في الولايات المتحدة يشعرون بالقلق إزاء أمن بيانات المنزل الذكي الخاصة بهم، لأن باستطاعة المتسللين إلى الجهاز الذكي، إيقاف الأضواء وأجهزة الإنذار وفتح الأبواب، وترك المنزل بدون أي حماية.
علاوة على ذلك أورد التقرير أن 73٪ من المستهلكين يتخوفون من معرفة الشركات المصنعة لخصوصية بياناتهم الشخصية من قبل الأجهزة المنزلية الذكية الخاصة بهم. في حين أن الشركات المصنعة لمنصة المنزل الذكي تقوم بجمع  بيانات المستهلك لتكييف منتجاتها بشكل أفضل أو لتقديم خدمات جديدة ومحسنة.